# Pekin (Illinois)
Pekin város az Amerikai Egyesült Államok Illinois államában, Tazewell megyében, melynek megyeszékhelye. Lakosainak száma 31 731 fő (2020. április 1.).

## Népesség
A település népességének változása:
| Lakosok száma | 33 875 | 34 094 | 31 731 |
|               | 2000   | 2010   | 2020   |